# The Dresser
The Dresser (La sombra del actor, en España; El vestidor':, en Hispanoamérica) es una película británica de 1983, producida y dirigida por Peter Yates, protagonizada por Albert Finney y Tom Courtenay en los papeles principales. El guion está basado en la obra teatral homónima de Ronald Harwood, de gran éxito en 1980, en West End y Broadway.

## Sinopsis
Cuenta la historia de un envejecido asistente personal, que lucha para mantener la vida de su cargo. 

## Reparto
- Albert Finney - Sir
- Tom Courtenay - Norman
- Edward Fox - Oxenby
- Zena Walker - Her Ladyship
- Eileen Atkins - Madge
- Michael Gough - Frank Carrington
- Cathryn Harrison - Irene
- Betty Marsden - Violet Manning
- Sheila Reid - Lydia Gibson
- Lockwood West - Geoffrey Thornton
- Donald Eccles – Señor Godstone
- Llewellyn Rees - Horace Brown
- Guy Manning - Benton
- Anne Mannion - Beryl
- Kevin Stoney - C. Rivers Lane

## Premios
- Premio Festival Internacional de Cine de Berlín 1984: Premio C.I.D.A.L.C. a Peter Yates
- Premio Oso de Plata 1984: al mejor actor (Albert Finney)
- Premio Mainichi Film Concours 1985: A la mejor película en idioma extranjero (Peter Yates)

## Nominaciones
La película fue nominada al Premio Oscar 1984  
- Mejor actor (Tom Courtenay)
- Mejor actor (Albert Finney)
- Mejor director
- Mejor película
- Mejor guion adaptado
- 7 nominaciones al premio BAFTA 1984
- 5 nominaciones al premio Globo de Oro 1984
- 1 nominación al premio Oso de Oro 1984